# Estació de Girona (Metro de Barcelona)
Girona és una estació de la L4 del Metro de Barcelona situada sota el carrer Consell de Cent al districte de l'Eixample de Barcelona i es va inaugurar el 1973.
L'estació va entrar en servei el 1973 com a part del primer tram de la Línia IV entre Joanic i Jaume I, amb el nom de Gerona fins que el 1982 amb la reorganització dels números de línies i canvis de nom d'estacions va adoptar el nom actual.
| Metro de Barcelona     |           |                                              |                   |                        |
| Procedència/Destinació | <         | Línia                                        | >                 | Procedència/Destinació |
| Trinitat Nova          | Verdaguer | Logotip de la Línia 4 del metro de Barcelona | Passeig de Gràcia | La Pau                 |

## Accessos
- Carrer Girona - Carrer Consell de Cent